# Итумбијара
Итумбијара је општина на крајњем југу државе Гојас (Бразил). Општина је 2018. године бројала 103,652 житеља, са укупном површином од 2,461,3 km² (2002).Примарна производња у граду је производња соје, кукуруза и млека.

## Географија
Итумбијара се налази 197 km јужно од главног града, Гојаније, налази се на државној граници са Минас Жераисом.
Град је друмски повезан са Гојанијом и Сао Јозе до Рио Прето, држава Сао Пауло, путем националног ауто-пута, бр. 153. Бразилски најпопуларнији топлотни извори, Калдас Новас и Рио Квенте, налазе се северно од града.
Кроз територију општине протиче река Паранајба.

### Политика
Градоначелник: Франциско Доминквуес де Фарија Архивирано на веб-сајту  (29. март 2019)
Број посланика у већу:10
Укупан број пунолетних бирача:70,240 (2012)

### Демографија
Густина насељености: 37.71 удаљеност / км² (2015)
Стопа раста становништва: 1.04% (1996/2007)
Укупан број становника: 100,548 (2015)
Укупан број становника: 78,049 (1980)
Градско становништво: 89,000 (2010)
Становништво у руралним пределима: 3.942 (2010)

## Историја
Пут који повезује Уберабу и Анхагуер, на граници између Гојаса и Минас Жераисом, био је завршен 1824. године. Влада је увела прикупљање пореза на месту званом "Порто де Санта Рита" или једноставније "Порто". Убрзо је саграђена и капела у част Санта Рите. Године 1909. Санта Рита до Паранајба постаје општина. Општина мења име у Итумбијара (1943), име је изведено из Тупи-Гуарани језика, што значи "Пут до Водопада". Град постаје седиште Римокатоличке епархије (1966).

## Економија
Итамбијара је велики произвођач кукуруза, соје и памука. Сточаратво је веома битно, са скоро сто педесет хиљада грла говеда и тридесет хиљада крава.

### Економски подаци
Број индустријских компанија: 167 (2002/2007)
Индустријски дистрикт: Диагри (2007)
- Coop. Central de Laticínio do Estado de SP Ltda. ** Miqueline e Miqueline Ltda.
- Marajoara Ind. de Laticínios Ltda (06/2007)

Банкарство:
- Banco ABN AMRO Real S.A.(1) – Banco do Brasil S.A.(2)
- BRADESCO S.A (1)
- Banco Itaú S.A.(3)
- CEF (1)
- HSBC Bank Brasil S.A –Banco Múltiplo (1)
- UNIBANCO-União de Bancos Brasileiros S.A. (08/2007)
- Број компанија за малопродају: 1,180 (2007)

Узгој животиња
- Перната живина: 429,220 (2006)
- Говеда: 152,640
- Свиње: 14,990
- Краве музаре: 32,030

Усеви у засадним подручјима
- Памук: 900 хектара
- Пиринач: 1,400 хектара
- Шећерна трска: 11,500 хектара
- Кукуруз: 6,550 хектара
- Соја: 36,500 хектара
- Сирак: 5, 300

Агробизнис
Главне агро-индустријске фирме су:
- Alca Foods (житарице)
- Braspelco (извоз коже)
- Caramuru Alimentos (агробизнис, извоз соје)
- Grupo Maeda (памук, соја)
- Pioneer Sementes (семена)

Подаци о фармама у хектарима (2006)
- Број фарми: 1,136
- Укупна површина: 183,202
- Површина трајних усева: 1,982
- Подручје вишегодишњих усева: 46,626
- Подручје природних пашњака: 100,370
- Фарме са тракторима 440

## Образовање (2006)
- Број активних школа: 58
- Укупан број ђака: 25,464
- Стопа писмености: 89.0%
- Високо образовање:Јула 2007. године у граду су биле три високо-школске институције

## Здравство (2006)
- Болнице: 3
- Број кревета: 232
- Стопа морталитета код новорођенчади: 21.55 (на 1000 рођених беба)
- Државни ранг: 27 (од 242 општине) (2000)
- Национални ранг: 1,018 (од 5,507 општина) (2000)

За комплетну листу кликните ОВДЕ

## Туризам
Главна туристичка атракција је наутички туризам. Вештачко језеро у Итумбијари се користи за све врсте водених спортова. Поред разних туристичких атракција, неке од популарнијих су: језеро Верлмелхао, два водопада, Салто де Санта Марија де Кадмо и Салтос де Санта Марија де Мејо. У граду се, такође, налази и стадион Карт Киркуит, на којем се организују регионални, национални и интернационални догађаји, са капацитетом од 5,000 људи.
Град поседује аеродром "Франциско Вилела до Амарал"

## Градови побратими
- Бразил – Рио Верде
- Бразил – Quirinópolis

## Познати људи
- Данте до Амара - одбојкаш
- Жозе Роберто де Оливеира - фудбалер
- Жорге & Матеус - певач у Музика сертенеја